# Krzysztof Penderecki: Concerto per viola (sassofono) ed orchestra, Concerto per violino solo ed orchestra No. 2
Krzysztof Penderecki: Concerto per viola (sassofono) ed orchestra, Concerto per violino solo ed orchestra No. 2 /Metamorphosen/ – album muzyki poważnej z cyklu nagrań koncertów Krzysztofa Pendereckiego pod batutą samego kompozytora. Płyta składa się z dwóch dzieł: Koncert na altówkę z 1983 r. transkrybowany na wersję z saksofonem oraz II Koncert skrzypcowy (podtytuł "Metamorfozy") tworzony w latach 1992–1995. Album ukazał się 23 lutego 2017 pod szyldem DUX Recording Producers (nr kat. DUX 1344). Uzyskał nominację do Fryderyka 2018 w kategorii Album Roku – Muzyka Symfoniczna i Koncertująca.

## Lista utworów

### Concerto per viola ed orchestra (version for saxophone, 2013[4])
- 1. I Lento [6:12]
- 2. II Vivace [3:20]
- 3. III Meno mosso [1:23]
- 4. IV Vivo [0:37]
- 5. V Tempo I [3:18]
- 6. VI Vivo [2:55]
- 7. VII Lento (Tempo I) [2:42]

### Concerto per violino ed orchestra no. 2Metamorphosen(1995)
- 8. I Allegro ma non troppo – A llegro vivace [16:21]
- 9. II Allegretto – A llegro vivo [2:58]
- 10. III Molto meno mosso – A ndante [4:41]
- 11. IV Vivace [1:04]
- 12. V Scherzando [7:11]
- 13. VI Andante con moto – tempo primo

## Wykonawcy
- Polska Orkiestra Sinfonia Iuventus – orkiestra symfoniczna
- Krzysztof Penderecki – kompozytor, dyrygent [utwór 1]
- Maciej Tworek – dyrygent [utwór 2]
- Paweł Gusnar – saksofon
- Sergej Krylov – skrzypce